# Catharodesmus yanasarae
Catharodesmus yanasarae är en mångfotingart som beskrevs av Kraus 1956. Catharodesmus yanasarae ingår i släktet Catharodesmus och familjen Chelodesmidae. Inga underarter finns listade i Catalogue of Life.